# 三浦紀夫
三浦 紀夫（みうら のりお、1952年 - ）は、日本の実業家、著作家。

## 略歴
在学時よりかかわった株式会社コアへ大学卒業後に入社。1990年に代表取締役に就任し、同社は2002年に倒産した。その経験をもとに『倒産社長の告白』を著し、執筆活動に入る。

## 著書
- 三浦紀夫『倒産社長の告白』草思社、2003年12月、248頁。ISBN 978-4-7942-1271-9。
- 三浦紀夫『倒産社長、復活列伝』草思社、2006年9月、232頁。ISBN 978-4-7942-1523-9。
- 三浦紀夫『こうなったら会社はたたみなさい』東洋経済新報社、2009年7月、216頁。ISBN 978-4-492-52173-1。
- 川野 雅之、三浦紀夫『つぶしてたまるか！－目からウロコの会社再生法』エイチアンドアイ、2004年10月、270頁。ISBN 978-4-901-03273-5。
- 三浦紀夫『就活が変わる！ 優良中堅企業の見つけ方』PHP研究所、2012年1月、224頁。ISBN 978-4-569-80190-2。